# Rapid Alert System for Food and Feed
Le Rapid Alert System for Food and Feed, ou RASFF, est un système d'alerte qui signale les problèmes relatifs aux produits agroalimentaires dans l'Union européenne.
Il a été institué par le règlement (CE) 178/2002 du 28 janvier 2002 pour assurer l'échange d'informations entre les autorités des pays membres et la Commission européenne afin de prendre des mesures immédiates pour prévenir tout risque sanitaire dérivé des denrées alimentaires ou des aliments pour animaux.
Le portail RASFF comprend une base de données interactive consultable en ligne qui fournit un accès public à des informations récapitulatives sur les notifications les plus récemment transmises ainsi qu'une fonction de recherche pour les notifications plus anciennes. De plus, le portail des consommateurs RASFF a été lancé en juin 2014 et fournit aux consommateurs les dernières informations sur les avis de rappel d'aliments.
Le système a été utilisé pour identifier les problèmes de sécurité alimentaire potentiellement émergents en analysant les rapports publiés par le système d'alerte rapide de la Communauté européenne au cours d'une période de quatre ans,. Il a également été utilisé pour analyser les notifications du système d'alerte rapide de l'UE (RASFF) pour les aflatoxines dans les produits alimentaires et les aliments pour animaux exportés aux États-Unis de 2010 à 2019.

## Histoire
Le RASFF est créé en 1979. Il permet un échange efficient de l'information entre ses membres (autorités sanitaires nationales des États membres, Commission, AESA, ASE, Norvège, Liechtenstein, Islande et Suisse) et fournit un service 24h/24h pour assurer les notifications urgentes collectivement et efficacement.

### Évolutions techniques
En 1980, utilisation du téléx.
En 1992, utilisation du fax.
En 2000, utilisation d'internet et du courriel.

### Cas notables
En 1978, mercure dans des oranges aux Pays-Bas et en Allemagne.
En 1985 et 1986, fraude au vin en Italie et en Autriche.
En 1986, Tchernobyl.
En 1995, crise de la vache folle.
En 1998, pistaches iraniennes.
En 1999, poulet à la dioxine en Belgique.
En 2013, crise de la viande de cheval.

Il a notamment permis de signaler, en 2020, un problème d'oxyde d'éthylène sur plusieurs centaines de milliers de kilogrammes de graines de sésame importées d'Inde.

## Réglementation
Le Système d'alerte rapide a été établi par les textes de l'Union européenne.
- Directive 92/59/CEE (réseau d'échange rapide/système d'alerte rapide pour les denrées alimentaires) (denrées alimentaires et produits industriels)
- Règlement (CE) n° 178/2002 (instituant l'Autorité européenne de sécurité des aliments) (aliments pour animaux)

## Annexe